# 이메이구

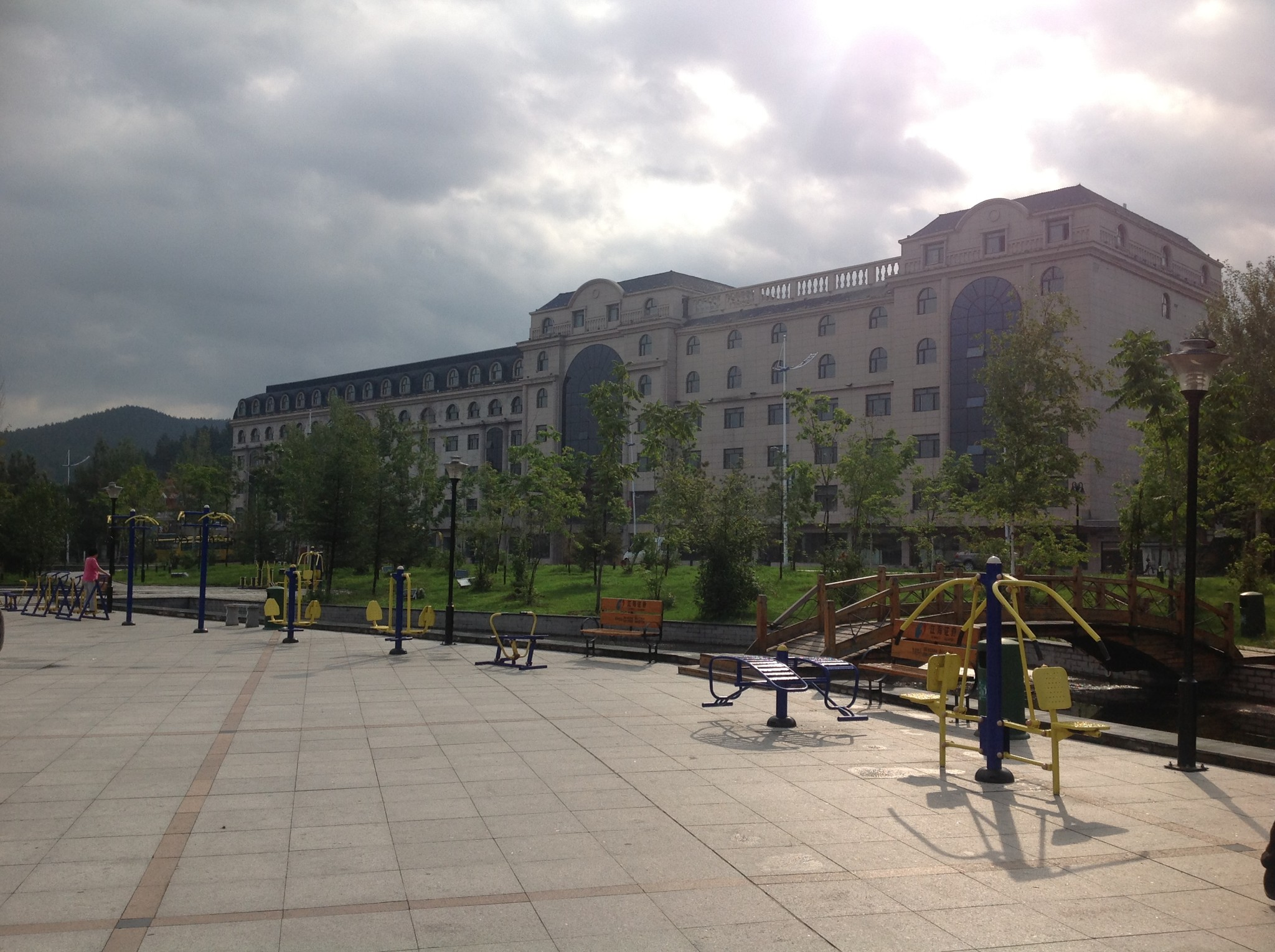

이메이구(한국어: 이미구, 중국어: 伊美区, 병음: Yīměi Qū)는 중화인민공화국 헤이룽장성 이춘 시의 행정구역이다.

## 행정 구역
旭日社区, 林都社区, 北郡社区, 东升街道, 红升社区, 永红社区, 南郡社区, 新欣社区, 扶林社区, 前进社区, 红光社区, 朝阳社区, 红光社区, 新兴社区, 胜利社区, 文化社区, 东林社区, 大西林林场, 五道库经营所, 缓岭经营所, 对青山经营所, 群峦经营所, 兰新经营所, 顺利河林场, 松岭经营所, 青山口林场, 金沙河林场, 桦皮羌子林场, 碧仓库林场, 三股流经营所, 卧龙河林场, 红旗社区, 团结社区, 繁荣社区, 奋斗社区, 振华社区, 先锋社区, 长征社区, 锦河社区, 伊敏林场, 伊东经营所, 东方红农场, 翠岭经营所, 河北经营所, 青山林场, 育苗经营所, 安全经营所, 伊青经营所, 前进经营所, 西岭林场, 伊林经营所